# Маррокин, Франциско
Франциско (Франсиско) Маррокин Хуртадо (исп. Francisco Marroquín Hurtado ; 1499, Сантандер, Испания — 18 апреля 1563, г. Гватемала) — церковный и государственный деятель, первый епископ Гватемалы (с декабря 1538), временный губернатор Гватемалы, правитель провинции, переводчик с языков Центральной Америки.

## Биография
Изучал богословие и философию в Университете Осуны. Был рукоположён. Стал профессором в альма матер, где встретился с советником императора Карла V Гарсиа де Лоайса, испанским кардиналом, генеральным магистром ордена проповедников, великим инквизитором. После этой встречи Маррокин служил священником испанского королевского двора.
В 1528 году конкистадор Педро де Альварадо, губернатор Гватемалы, будучи в Испании, встретился с Маррокином и убедил сопровождать его в Гватемалу. Прибыв в Мексику, Маррокин вместе с Альварадо в мае 1528 года отправился в Гватемалу.
В апреле 1530 года стал приходским священником Гватемалы. В 1534 году Святой Престол учредил епархию Гватемалы, выделив её из епархии Санто-Доминго (сегодня — Архиепархия Санто-Доминго). В этот же день епархия Гватемалы вошла в митрополию Севильи. В декабре 1534 года Папа Павел III назначил его епископом Гватемалы, позже — временный губернатор Гватемалы.

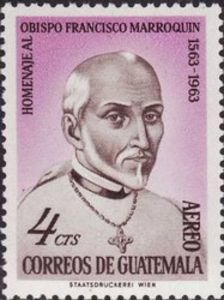
Почтовая марка Гватемалы. 1963 г.

В апреле 1537 года епископ Хуан де Сумаррага, освятил его архиепископом Мексики.
Много сделал для обучения местных жителей. Маррокин в 1559 году основал Школу Святого Томаса (ныне Университет Сан-Карлос в Гватемале, который носит сейчас его имя).
Будучи с 1542 года правителем провинции, Маррокин вместе с родственниками и друзьями сосредоточил в своих руках треть всех энкомьенд страны, конфликтовал с Королевской аудиенсией.
Был знатоком языка киче, издал первый катехизис на этом языке. Автор сочинения Doctrina christiana en lengua ulatleca (1566).